# 虎坑水道
虎坑水道，也称虎坑河，位于中国广东省江门市新会区境内，是西江下游连接连通崖门水道（大广海湾经济区银洲湖）的一条支流，东段称睦州水道，起自睦洲镇睦州口，接荷麻溪，向西至三牙大桥右岸分出九子沙河，干流向南至三江镇虎坑农场东北转西流，至三江镇白庙工业区始称“虎坑水道”，继续向西至联合村虎坑口汇入崖门水道。全长15千米，集水面积56.34平方千米。虎坑水道平均河宽70米，航运便利。